# Myrciaria delicatula
Myrciaria delicatula är en myrtenväxtart som först beskrevs av Dc., och fick sitt nu gällande namn av Otto Karl Berg. Myrciaria delicatula ingår i släktet Myrciaria och familjen myrtenväxter. Inga underarter finns listade i Catalogue of Life.